# Marovato Befeno
Pour les articles homonymes, voir Marovato.
Marovato Befeno est une commune rurale malgache située dans la partie sud de la région d'Androy.